# RSD-10 Pionnier

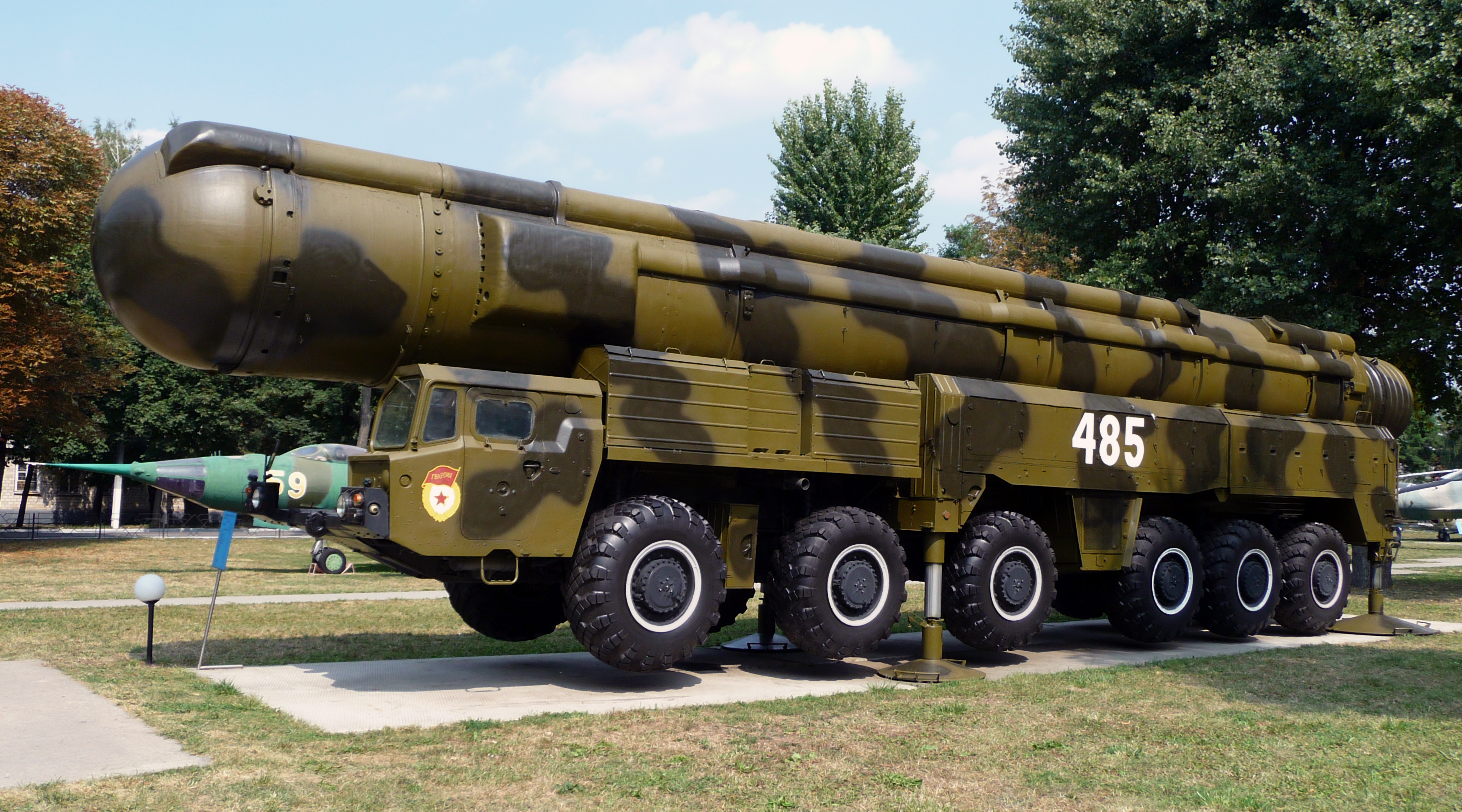
Véhicule lance-missile SS-20 au musée de la Force aérienne ukrainienne à Vinnytsia.

Le RSD-10 Pionnier, plus connu au niveau mondial sous le code OTAN SS-20 Saber, est un missile balistique nucléaire sol-sol de moyenne portée, déployé par les Soviétiques de 1977 à 1988 durant la guerre froide. Il fut l'un des principaux enjeux de la crise des euromissiles.

## Caractéristiques

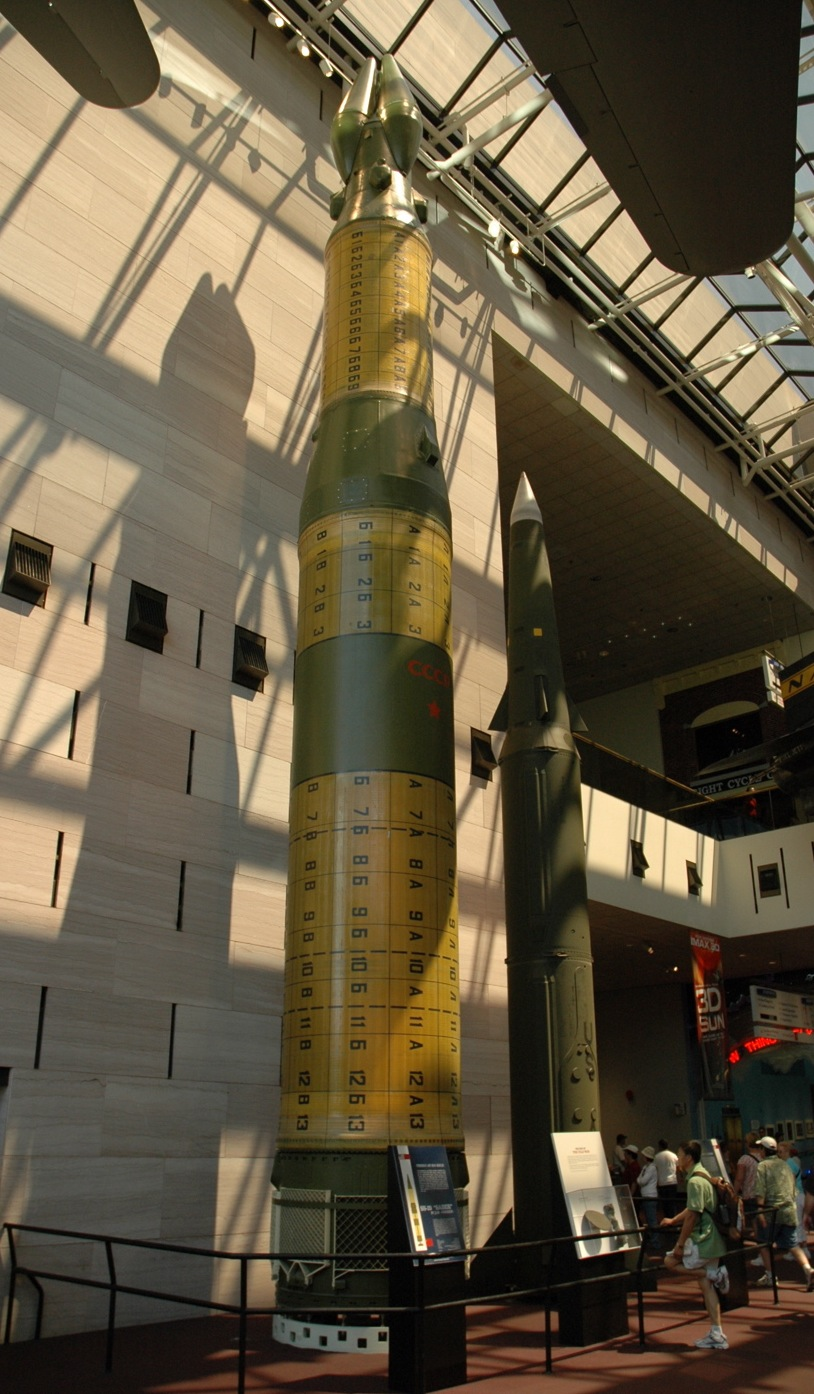
L'un des quelques SS-20 survivants est exposé au National Air and Space Museum à Washington à côté d'un Pershing II. On distingue les 3 têtes (MIRV) à son sommet.

Le SS-20 est le successeur des missiles SS-4 et SS-5.
Ses 2 étages propulsés par un propergol solide (reprenant la technique utilisée pour le SS-16 (en)) mesurent en tout 16,5 mètres de long pour un diamètre de 1 mètre 80. Les 39 tonnes de carburant (pour une masse totale de 41 tonnes) permettent aux 3 charges nucléaires indépendantes (dans le Mod. 2) de parcourir jusqu'à 4 700 km. Ces caractéristiques sont à rapprocher de celles des Pershing 1 et 2 américains sortis en 1969 et 1984 (avec une portée respectivement de 740  et   1 770 km) et des SSBS S3 français, dont les premiers exemplaires installés sur le plateau d'Albion en 1980 dotés d'une portée de 3 000 km. Les têtes nucléaires d'une puissance de 150 kt (soit 450 kt au total) ont un écart circulaire probable de quelques centaines de mètres. Leur masse unitaire est de 300 kg.
Le SS-20 a été développé à partir de 1971 par l'équipe d'Alexandre Nadiradzé à l'Institut de technologie thermique de Moscou (en), Le missile est produit par l'usine de construction mécanique de Votkinsken 3 versions différentes.
Son T.E.L. (Transporteur, Érecteur, Lanceur) imposant, pesant 80 tonnes et surnommé "1000 pattes", permet au missile soviétique de ne pas dépendre d'infrastructures fixes, qui sont trop exposées aux frappes ennemies depuis l'avènement des avions et satellites espions. La mise en œuvre du SS-20 nécessite une bonne heure de préparation. Mais son principal défaut est son faible taux de réussite au lancement principalement à cause des générateurs électriques diesel mobiles. Ce problème poussa les autorités soviétiques à lancer un projet de générateur MHD (PAMIR) au début des années 1980 qui devait se substituer aux générateurs diesel.

## Historique
Le déploiement des SS-20 en URSS, puis par les Américains des missiles Pershing 2 de portée équivalente en Allemagne de l'Ouest, ne changea pas l'équilibre entre l'est et l'ouest mais devint un enjeu politique.
L'OTAN considérait que les missiles russes de portée intermédiaires SS-4 et SS-5, déployés dans les années 1960 et qui avaient précédé le SS-20, étaient difficiles à mettre en œuvre et peu précis, et qu'ils ne pouvaient intimider que les « ignorants ». S'ils avaient été utilisés, les SS-4 et SS-5, dotés d'énormes ogives de 1  à   2 Mt, auraient entraîné des retombées radioactives dans les pays du pacte de Varsovie, y compris en Russie d'Europe. En tant qu'armes dissuasives, leur emploi en première frappe était donc peu vraisemblable.
Par contre les missiles SS-20 qui sont déployés par l'URSS sur son territoire national, s'ils ne permettent pas à l'armée rouge d'atteindre les États-Unis, pouvaient grâce à leur précision et au nombre d'ogives réaliser une frappe limitée qui pouvait inciter les États-Unis à se désolidariser de l'Europe occidentale. En effet les SS-20 permettent d'éliminer tous les moyens de riposte nucléaire de l’OTAN basés en Europe, si la première frappe est déclenchée par surprise : une offensive des forces conventionnelles peut alors être déclenchée. Le SS-20, grâce à sa précision et à la puissance limitée de ses ogives, peut être également utilisé pour appuyer une attaque utilisant des moyens non nucléaires. Si ces scénarios s'étaient réalisés, les États-Unis n'auraient eu pour seule option que de répliquer avec leur armement stratégique basé sur leur territoire, rendant inapplicable une stratégie de riposte graduée. En cas de guerre nucléaire circonscrite à l'Europe, il était alors envisageable que les deux principaux belligérants n'engagent pas leur arsenal stratégique, pour ne pas exposer leur population à des frappes de représailles,.
À l'époque les dirigeants de l'Europe de l’Ouest considèrent que l’URSS tente, avec le déploiement des SS-20, d'imposer sa supériorité militaire et de prendre en otage les populations d’Europe de l’Ouest pour obtenir, par le biais de ce chantage à la destruction nucléaire, la neutralisation militaire de la région. Pour faire face à cette menace, les dirigeants des principales puissances européennes font pression sur les États-Unis, notamment au cours du sommet à quatre, qui réunit Carter, Callaghan, Schmidt et Valéry Giscard d'Estaing, à la Guadeloupe en janvier 1979, pour qu’il soit mis fin au déséquilibre stratégique en Europe et au découplage nucléaire. L’OTAN décide le 12 décembre 1979 en riposte au déploiement des SS-20, d’une part l’adoption d’un plan de 10 ans prévoyant l’installation de 108 Pershing II (d’une portée de 1 800 km) en RFA, et de 464 missiles de croisière au Royaume-Uni, Belgique, Pays-Bas, RFA et Italie ; d’autre part l’ouverture parallèle de négociations sur les euromissiles avec l’URSS.
Fin 1983, l'OTAN estime que l'URSS possède 360 lanceurs SS-20, dont 108 déployés en Extrême-Orient, 90 en Asie centrale et 162 en Europe. Ces SS-20 étaient 405 en 1987.[réf. nécessaire]
À la suite de la signature du traité sur les forces nucléaires à portée intermédiaire, le parc des missiles SS-20 est progressivement réduit. Le dernier des 654 missiles SS-20 est mis hors service le 12 mai 1991 et le dernier des 499 lanceurs le 28 mai 1991.